# .pa
.pa là tên miền quốc gia cấp cao nhất (ccTLD) của Panama.
Vì "PA" cũng lã mã bưu chính của tiểu bang nước Mỹ Pennsylvania, nên thỉnh thoảng nó được dùng với nghĩa này, nhưng không phổ biến.
Yêu cầu của cơ quan đăng ký là hai máy chủ tên phải nằm cách nhau ra về địa lý là một cách làm truyền thống được thiết kế để đảm bảo sự an toàn nếu một mạng bị rớt hay không tiếp cận được vào một thời điểm. Tuy nhiên, một ít nhà đăng ký tên miền xem điều này là tất nhiên, và nó phổ biến trong phần lớn các tên miền cấp cao nhất, có nhiều máy chủ tên trên mạng của nhà cung cấp lưu trữ.

## Tên miền cấp 2
- net.pa - dự trữ cho các ISP
- com.pa
- ac.pa
- sld.pa
- gob.pa
- edu.pa
- org.pa
- abo.pa
- ing.pa
- med.pa
- nom.pa